# Bárdos Kornél Albert
Bárdos Kornél Albert, OCist (Felsőmindszent, 1921. november 1. - Budapest, 1993. november 9.): katolikus pap, ciszterci szerzetes, egyházkarnagy, zenetörténész.

## Élete
Tanulmányait a pécsi Székesegyházi Énekiskolában, majd a pécsi ciszterci gimnáziumban folytatta. 1940. augusztus 29-én Zircen lépett a ciszterci rendbe. A teológia elvégzése után 1945. május 8-án ugyanott Mindszenty József szentelte pappá. 1945-49-ig a budapesti Pázmány Péter Tudományegyetemen magyar-latin szakon végzett és doktorált. Közben 1946-50 között a Budapesti Zeneművészeti Főiskola egyházzenei, illetve középiskolai ének- és zenetanárképző szakát is elvégezte. Naszályi Emil, Rajeczky Benjamin, Kodály Zoltán, Bárdos Lajos, Harmath Arthur, Werner Alajos tanítványa volt.

## Pályája
1948-51 között zeneakadémiai lelkész. A rend feloszlatása után 1950-51-ben esztergomi egyházmegyés káplán a budapesti Szent Imre plébánián, majd elbocsátották az egyházmegyés szolgálatból. 1951-55 között Miskolcon, 1955-79 között Budapest XI. kerületében állami zeneiskolai szolfézs- és zeneirodalomtanár. 1950-61 között vezette a Villányi úti Szent Imre plébánia, 1956-79 között a zeneiskola diákkórusát. 1979-ben a Zenetudományi Intézet tudományos főmunkatársa, 1982-től a Magyar Zenetörténeti Osztály vezetője.
1967-ben a zenetudományok kandidátusa, 1987-ben doktora. 1988-tól tudományos tanácsadó, megkapta a Zenei Alap nagydíját. 1989-től a ciszterci novíciátus zenetörténet és gregorián tanára, az ELTE Bölcsészettudományi Karán címzetes egyetemi tanár.

## Munkássága
Fő kutatási területe a 16-18. század magyar zenetörténete, azon belül (1953-tól) a magyarországi protestánsok gregorián éneke, (1970-től) a városi (egyházi és világi) és főúri zene.
Cikkei a Studia Musicalogica, Zenetudományi Dolgozatok, Magyar Zene (stb.) című folyóiratokban jelentek meg.

## Főbb művei
- Volksmusikartige Variierungstechnik in den ungarischen Passionen. 15. bis 18. Jahrhundert. Budapest, 1975
- Pécs zenéje a 18. században. Budapest, 1976
- A tatai Esterházyak zenéje 1727-1846-ig. Budapest, 1978
- Győr zenéje a 17-18. században. Budapest, 1980
- Sopron zenéje a 16-18. században. Budapest, 1984
- Eger zenéje 1687-1887. Budapest, 1987
- Székesfehérvár zenéje 1688-1892. Budapest, 1993
- Magyarország Zenetörténete II. kötet, Budapest, 1990 (Szerk. és társszerző) (A III. köt. előkészületben.)
- Győr zenéje a 17-18. században; 2. jav. kiad.; Magyar Tudományos Akadémia Zenetudományi Intézete, Bp., 2007